# Heinz-Jurgen Pöhlmann
Heinz-Jurgen Pöhlmann est un ancien pilote automobile de courses de côte allemand.

## Biographie
Après avoir commencé les épreuves de côte européennes durant la saison 1970 sur BMW, il conduit avec des voitures Ford Escort à compter de 1974 durant quatre ans.

## Palmarès

### Titres
- Champion d'Europe de la montagne de catégorie I, en 1977 sur Ford Escort 1800 RS (Gr.2);

### Victoires en montagne
7 victoires en Groupe 2 pour 1977:
- Montseny
- Serra da Estrela
- Bolzano Mendola
- Trento Bondone
- Coll de la Botella
- Macerata
- Potenza

(nb: 2e à Dobratsch et Saint-Ursanne la même année)